# Oculotrema hippopotami
Oculotrema hippopotami este un monogeneean parazit. Acest vierme cu o lungime între 12 și 32 mm trăiește exclusiv în ochiul hipopotamului (Hippopotamus amphibius) și reprezintă singurul membru al clasei sale cu o gazdă mamiferă.

## Morfologie
Oculotrema hippopotami este un vierme aplatizat dorsoventral, cu o lungime medie de 17 mm, și o lățime de la 2 la 3 mm. Este unul dintre cei mai mari monogeneeni cunoscuți. Capătul posterior este rotunjit, iar cel anterior alungit. Gura se găsește în apropiere de capăt și este înconjurată de mușchi. La exemplarele adulte, cele două treimi posterioare ale corpului sunt de un roșu-deschis, culoare provenită de la parenchim; la specimenele înghețare, culoarea devine verde-oliv. Viermii imaturi sunt de culoare albă. Organele reproductive se regăsesc în ultima treime a corpului. Mulțumită elasticității țesuturilor, indivizii se pot lungi până la dublul lungimii inițiale. În sânge se găsește hemoglobină.

## Mod de viață
Oculotrema hippopotami trăiește ca parazit numai în ochii hipopotamului, mai ales în regiunea conjunctivei și scleroticii, dar și sub pleoape și pe membrana nictitantă, rareori pe cornee. Viermii alcătuiesc deseori grupuri, cu ventuzele unele lângă altele. Aderența la substrat este puternică, iar îndepărtarea paraziților foarte grea. Thurston & Laws (1965) determină o rată de infecție de mai mult de 70% la hipopotamii morți din vestul Ugandei. Aceștia au studiat 1200 de hipopotami, dintre care 960 prezentau Oculotrema hippopotami. Du Preez & Moeng (2004) au raportat în KwaZulu-Natal, Africa de Sud, o rată de infecție de 90%; dintre hipopotamii afectați, 75% purtau paraziți în ambii ochi. Maximul de exemplare găsite într-un ochi a fost de 24, iar maximul la un singur hipopotam a fost de 37.
Spre deosebire de celelalte specii de monogeneeni, Oculotrema hippopotami nu se hrănește cu sânge, ci probabil numai cu lacrimi și celule moarte de epidermă. La fel ca ceilalți monogeneeni, această specie prezintă un ciclu de înmulțire fără schimbare de gazdă. Coaja ouălor sale este relativ groasă, o adaptare la viața sub pleoape.

## Sistematică
Specia a fost descrisă de parazitologul american Horace W. Stunkard în anul 1924. Descrierea a fost făcută cu ajutorul a cinci preparate din muzeul din Cairo, care proveneau probabil de la un hipopotam care trăia la Grădina Zoologică Giza. Din cauza particularităților semnalate, mai cu seamă proveniența de la un mamifer, descrierea nu a fost pe deplin acceptată științific; o lucrare din 1952 o cataloga ca o infecție întâmplătoare sau recunoaștere greșită. Specia a mai fost descrisă din nou abia în 1965 de către Thurston & Laws. Aceștia au dovedit existența speciei în vestul Ugandei, unde peste 70% din populația de hipopotami a lacului Edward era afectată.
Inițial așezată în clasa Trematoda, specia este clasificată acum ca aparținând clasei Monogenea, fiind singurul membru al său care să paraziteze un mamifer.